# Новокрасне (Роздільнянський район)
Новокра́сне (у минулому — Івано-Богославка, Івано-Богословка) — село в Україні, у Степанівській сільській громаді Роздільнянського району Одеської області. Населення становить 812 осіб.

## Історія

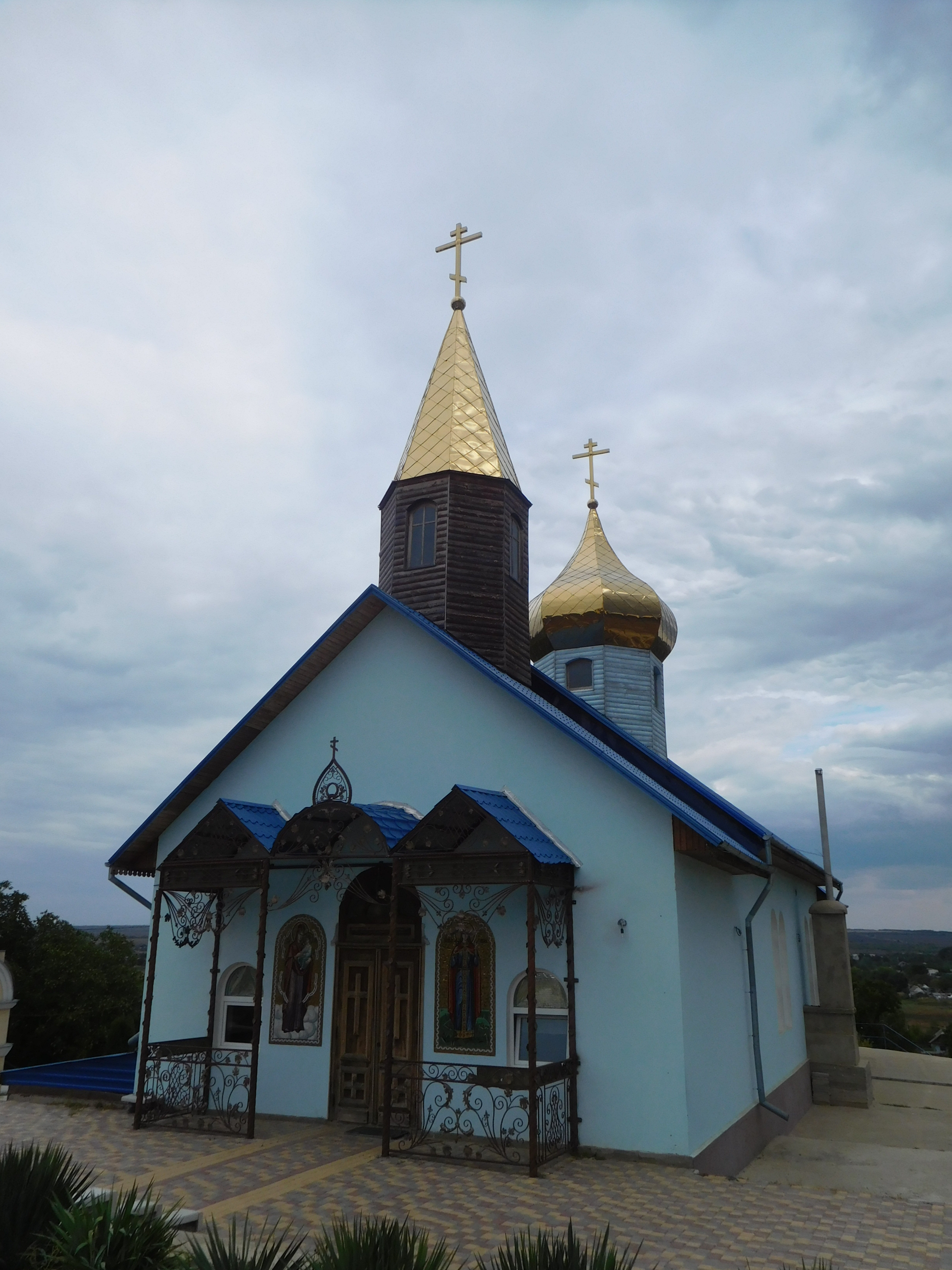
Церква ікони Божої матері «Споручниці грішних»

На 1887 рік в селищі Івано-Богословка Слободзейської волості Тираспольського повіту Херсонської губернії мешкало 166 чоловіків та 177 жінок.
В 1896 році у селищі Івано-Богословка Слободзейської волості Тираспольського повіту Херсонської губернії біля урочища Кучурган, було 59 дворів, у яких мешкало 394 людини (185 чоловіків та 209 жінок). В населеному пункті була корчма.
На 1 січня 1906 року у селищі Івано-Богословка (Слободзейський хутор) Слободзейської волості Тираспольського повіту Херсонської губернії, яке розташоване праворуч Кучургану, були суспільні наділи колишніх державних селян; проживали малороси; був сільський староста й писар; земська школа; сільська пошта ; існували колодязі; 82 двора, в яких мешкало 472 людей (242 чоловіків і 230 жінок). 
У 1916 році у селищі Івано-Богославка Слободзейської волості Тираспольського повіту Херсонської губернії, мешкало 456 людей (207 чоловік і 249 жінок).
Станом на 28 серпня 1920 р. в селищі Івано-Богословка Розаліївської волості Тираспольського повіту Одеської губернії, було 141 домогосподарство. Для 139 домогосподарів рідною мовою була російська, 1 — молдовська, 1 — інша. В селищі 664 людини наявного населення (303 чоловіків і 361 жінка). Родина домогосподаря: 289 чоловіків та 340 жінок (родичів: 7 і 17; мешканці та інші: 5 і 4 відповідно; наймані працівники: 2 чоловіків). Тимчасово відсутні: солдати Червоної Армії — 37 чоловіків, військовополонені та безвісти зниклі — 7 чоловіків, на заробітках — 1 чоловік.
В 1924-1940 рр. Івано-Богословка входила до складу Тираспольського району (з 1935 року — Слободзейського району) Молдавської Автономної Радянської Соціалістичної Республіки (Українська РСР). З 1940 року у складі Роздільнянського району Одеської області.
Станом на 1 вересня 1946 року село було центром Ново-Красненської сільської Ради, до якої входили: с. Миролюбівка, с. Ново-Красне, х. Івано-Бузинівка.
На 1 травня 1967 року село входило до складу Кучурганської сільської Ради.
Станом на 1 січня 1984 року Новокрасне перебувало в складі Степанівської сільської Ради.

## Сучасний стан
В селі діє православна церкви на честь ікони Божої матері «Споручниці грішних» УПЦ (МП), яка була освячена 20 березня 2011 року єпископом Білгород-Дністровським Олексієм.

## Населення
Згідно з переписом УРСР 1989 року чисельність наявного населення села становила 482 особи, з яких 202 чоловіки та 280 жінок.
За переписом населення України 2001 року в селі мешкало 457 осіб.

### Мова
Розподіл населення за рідною мовою за даними перепису 2001 року:
| Мова       | Відсоток |
| ---------- | -------- |
| українська | 73,96 %  |
| російська  | 18,60 %  |
| молдовська | 7,22 %   |
| інші       | 0,22 %   |